# Mostarski okrug
Mostarski okrug (također Hercegovina, nje. Herzegowina) bio je jedan od okruga u BiH dok je bila pod Austro-Ugarskom. Sjedište mu je bilo u Mostaru. 
Godine 1895. okrug (nje. Kreise) prostirao se na 9.119 km² na kojem je živjelo 219.511 stanovnika. Obuhvaćao je 1895. područje 10 kotara (nje. Bezirk):
- Bileća
- Gacko
- Konjic
- Ljubinje
- Ljubuški
- Mostar
- Nevesinje
- Stolac
- Trebinje